# Замок Кирк
Замок Кирк (англ. Kirk Castle; ирл. Caislean na Circe) — один из замков Ирландии, расположенный в графстве Голуэй. 

## История
Замок построили ирландские кланы О'Коннор и О'Флахерти (О'Флайбертах). Замком в свое время владела Грейс О'Молли (ирл. Grace O`Malley), которую называли Грайне маоли (ирл. Gráinne Mhaol), Грайнне Ни Майлле (ирл. Gráinne Ní Mháille) или Грануаль (ирл. Granuaile), кроме того была вождем своего клана, и ещё вожаком пиратов, действовавших у берегов Ирландии во времена королевы Англии Елизаветы I. Замок, судя по всему был построен в XI веке, возможно на месте более древней крепости. В 1225 году лорд-судья призвал Одо О'Флахерти вождя клана О'Флахерти отказаться от замка Кирк в пользу короля Коннахта Одо О'Коннора подтверждая тем самым верность королю. 
Есть легенда о строительстве замка Кирк. Согласно этой легенде замок был построен за одну ночь петухом и курицей. Остров на котором он стоит по другому еще называется остров Курицы. Замок Кирк является одним из древнейших замков с армированной штукатуркой в Ирландии. Есть версия, что замок был построен в XII веке сыновьями Родерика О'Коннора (Руайдри Ва Конхобайра) — последнего верховного короля Ирландии и короля Коннахта. В те времена англо-норманнские феодалы попытались завоевать Ирландию. Ирландские кланы и короли Ирландии оказывали упорное сопротивление и строили оборонительные замки. Затем замок развивал Уильям Фиц-Аделм, первый феодал де Бург (позже фамилию де Бург изменилось по фамилии Берк), который тоже был норманским феодалом, но стал союзником ирландских королей в борьбе за свободу Ирландии. Замок имел очень беспокойную историю — на замок постоянно нападали и осаждали. Одно из известных эпизодов — это защита замка ирландским вожаком женщиной Грайнне маоли (ирл. Grainne Mhaol) — она же Грейс О'Молли (ирл. Grace O'Malley). Ирландцы упорно защищали замок — он был одним из островков свободы Ирландии, пока Оливер Кромвель в 1654 году не застал этот замок. 
Другое название замка Кирк — замок Хен (в переводе Замок Курицы). Этот замок считается самым древним замком такого типа в Ирландии. Это один из самых неприступных замков в Ирландии — стоит на скалистом острове среди озера с крепкими стенами, высокими башнями и большим запасом продовольствия. Замок имеет богатую историю и окутан многочисленными романтическими легендами. 
Согласно одной из легенд вожди клана ОьФлахерти - лорды Коннемара понимали насколько будет трудно построить замок в таком труднодоступном месте. Для того, чтобы все-таки построить замок они наняли ведьму. В течение ночи ведьма заклинаниями и магией создала замок Кирк. Ведьма оставила в замке волшебную курицу и приказала ухаживать за этой курицей и сказала, что пока будут ухаживать за этой курицей, до замок будет неприступным и невредимым. Во время одной из осад у защитников замка закончились продукты и они вынуждены были съесть курицу. В тот же день норманнский феодал де Бург взял штурмом замок и разрушил его. 
В XVI веке королева Англии Елизавета по Ирландии использовала политику «разделяй и властвуй» — ирландские кланы враждовали между собой и постепенно подпадали под власть Англии. Когда мощное ирландское Королевство Коннахт приходит в упадок в результате вражды кланов. Каждый клан пытался использовать ситуацию и укрепить свою власть. Это касалось и обладателей этих мощь — клана О'Флахерти. Вождем клана О'Флахерти в те времена был Донал ан Хогайд (ирл. Donal-an-Chogaidh) воевал с соседними кланами и в конце концов был убит. Погиб он как раз во время боя за замок Кирк. Он мужественно и до последнего сражался за этот замок, благодаря чему он вошел в историю как Донал ан Куллаг. Враги надеялись, что с гибелью вождя клана О'Флахерти придет конец. Действительно, после смерти вождя в клане начались распри и борьба за власть. Но вождем клана О'Флахерти стала жена убитого вождя — Грайне (Грейс). Она настолько героически защищала замок, замок начали называть не «Замок Петуха» — Кашлен на Куллаг, а «Замок Курицы» — Кашлен на Кирке. 
Замок стоял в руинах до XIX века. В XIX веке замок начали разбирать и камни использовать для строительства особняков на берегах озера. Сейчас от замка остались убогие развалины, заросшие травой и кустами и даже трудно представить сейчас, как этот замок выглядел в древности. 